# Дон Делілло
Дон Делілло (англ. Don DeLillo, 20 листопада 1936) — сучасний американський есеїст, романіст, новеліст та драматург. Актуальність та злободенність тем, підняті в його творах (ядерна війна, сучасне мистецтво, цифрове століття, глобальний тероризм), важливі для всіх: пересічного читача, суворого журі та зображеної держави. Тому його провокативна й дещо, на думку журналістів, пророча белетристика з легкістю завоювала не одну нагороду та премію. Роман Білий шум, викликавши справжній фурор, подарував Делілло відомість, секрет якої, за словами самого майстра пера, полягає в тому, що «…письменники мають виступати проти системи. Важливо, щоб вони писали проти влади, держави та корпорацій…. Вони мають протистояти речам, протистояти усьому, що влада намагається нав'язати їм».[джерело?]

## Життєпис
Дон Делілло народився 20.11.1936 року в робітничій сім'ї італійських католиків з Молізе, у Бронксі — одному з округів Нью-Йорка.
У юності ні книжки, ні письменництво тим паче, не були одним з хобі молодого хлопця. Проте все змінила тимчасова літня робота на автостоянці, де єдиною можливістю заповнити велику купу вільного часу, і так наблизити кінець зміни, стало читання. Даючи 2010 року інтерв'ю, Делілло так каже про цей час:  У мене була особиста золота пора читання …Праці Джеймса Джойса, Вільяма Фолкнера, Фл. О'Коннора та Е. Хемінгуея найбільше захоплювали майбутнього белетриста, мали великий вплив на його світогляд, перші проби пера. Окрім модерністської літератури, серце та розум молодика були віддані джазовій музиці (О. Коулман, Колтрен і Майлз Девіс) та повоєнному кінематографу (Годар, Трюффо).  Я не знаю, як вони могли вплинути на те, що я пишу, але їхні ноти відчутні в моїй творчості.
1954 року закінчилося навчання у середній школі Бронксу, а далі вступ до Університету Фордем, стіни якого Дон Делілло полишив у 1958 вже як бакалавр.
Після навчання одразу знайти роботу за спеціальністю йому не вдалося, тому підмостками його письменницької діяльності стала рекламна фірма Ogilvy & Mather на П'ятій авеню. Пізніше, згадуючи про початок свого нового істинного шляху, письменник говорив: У той час я написав кілька невеликих творів, але звільнення з роботи не було з цим пов'язане. Я просто не хотів більше там працювати. Не раз під час інтерв'ю журналісти цікавилися в Дон Делілло, чому саме письменство було обрано ним наступною, а тепер вже і єдиною, професією? Митець відповідає завжди дуже серйозно: Я хотів просто пожити письменницьким життям, бо думав, що воно складається з трьох речей: завжди пити каву, палити дорогі сигари та час від часу окидувати непідкупним оком оточуючу дійсність. Минуло сорок років — палити я кинув, і вже дуже давно, серед напоїв надаю перевагу чаю, а все інше виправдало мої сподівання.
Шлях в літературу було розпочато 1960 року оповіданням Річка Йордан. Паралельно митець працював над своїм першим у житті романом. Роздумуючи у 1993 про відносно пізно розпочату кар'єру письменника, автор багатьох нашумілих творів казав:  Хотів би почати раніше, але, напевно, не був готовим. По-перше, мені не вистачало амбіцій. Романи, може, були в мене в голові, але не на папері. Не було пекучого бажання досягти певної мети. По-друге, я не знав і не відчував, що мені потрібно, щоб стати серйозним письменником. Мені знадобилося багато часу, щоб розвити в собі ці інстинкти. 

## Літературний шлях

### 70-ті роки
Перше десятиліття письменництва Делілло було найпродуктивнішим: за 8 років друком вийшло 6 романів (1971—1978).
Перший з них — Американа, написаний протягом чотирьох років, вийшов друком у 1971. З боку критиків твір не отримав високої оцінки, а ось читачеві, навпаки, припав до душі. Говорячи пізніше про нього, він зазначав:  Я ніколи не міг подумати, що мій роман надрукують в такому вигляді, в якому я його подав до редакції. Я навіть не думав, що редактор прочитає хоча б 50 сторінок, бо твір був написаний у грубому та дещо зухвалому стилі. Але два молодих редактори побачили щось, що змусило віддати його до друку. І врешті-решт, загальними зусиллями роман було опубліковано.
1972 року світ побачив другий роман - Крайня зона, а 1973 — третій, Грейт Джонс-стріт.  Це одна з книг, яку я б переробив. — Зазначає письменник-Вона мала бути більш напруженою та менш розважальною.
1975-го Дон Делілло одружується з Барбарою Беннет.
Через цю вельми важливу подію у житті митця, трохи затримується поява на літературному просторі його нового (четвертого) роману  Зірка Ретнера (1976), що був побудований на основі праць Льюїса Керролла Аліса в країні чудес та  Аліса в Задзеркаллі . Вчений Том Леклертак прокоментував твір: Це концептуальний монстр, що є описом шахрайської історії 14-літнього генія, котрий приєднується до міжнародного консорціуму божевільних вчених задля декодування позаземного повідомлення. За словами ж самого творця, це є одна з його найскладніших книжок щодо написання та найулюбленіших щодо сюжету.
Гравці 1977 року ґрунтуються на тому, що в народі називають спорідненість душ. Люди, що живуть разом є дуже схожими як зовнішньо так і внутрішньо — вони утворюють певний унісон. Нащадком стає написана протягом безперервної чотиримісячної творчої праці Собака, що біжить. За жанром твір є трилером, який розповідає про полювання журналістів за кіноплівкою з таємницями інтимного життя Гітлера. В одному зі своїх інтерв'ю Rolling Stone белетрист зазначав: Єдиним, що я відчуваю в цьому романові є відчуття страшного користолюбства, в котрому ми всі живемо, у поєднанні з повним збайдужінням до самого об'єкту цього стягнення та необмеженою силою суспільної думки, що змушує героїв полювати на зовсім нецікаву особисто для них річ. На мою думку, це все складові американської свідомості цього часу (середина — кінець 70-х). Отримавши за роман стипендію Гуггенгайма, Делілло мандрує Близьким Сходом, збираючи матеріал та нові враження для майбутніх творів.

### 80-ті роки
На початку 1980-х років з'являється найнезвичайніша за своїм характером публікація для Делілло —  Амазонки , що являє собою мемуари першої жінки, якій було дозволено грати в Національній хокейній лізі. Щоправда, цей здебільшого комерційний, як зазначають експерти, роман письменник випустив під псевдонімом Клео Бйордвелл. Версій щодо такого рішення Делілло існує безліч. Одні з найбільш розповсюджених обґрунтувоють цей вчинок бажанням перевірити письменницьку майстерність не гучним ім'ям, а власне талантом, або ж перевірити наскільки публіці сподобається його нова тема, стиль та форма, обрані для її викладу, без шкоди для власної репутації. Що ж насправді послугувало причиною для цього, досі достеменно не відомо, проте цікавим є факт, що під час свого першого крупного інтерв'ю у 1982 з Томом Локкером (цього року Делілло нарешті трохи піднімає завісу таємничості над своїм особистим життям для мас-медіа, знімаючи таким чином власне табу на освітлення в пресі свого позалітературного життя) письменник передає журналісту візитівку, на звороті якої було написано:  Я не бажаю про це говорити  (маючи на увазі історію з Амазонками).
1985 року було написано восьмий роман, який став для митця його літературним і комерційним проривом, його Моною Лізою . Це  Білий шум. Він приніс Делілло Національну премію та місце серед канонічного ряду сучасних постмодерністських романістів. Твір розповідає про невід'ємну частину нашого життя — смерть, яка кожного дня проникає в нашу свідомість з телеекранів та сторінок бульварних газет, в наше тіло з дозами медикаментів та кислотними дощами. Ми боїмося її, чекаємо звідусіль, часом перетворюємо своє існування в суцільний страх, істеричну комедію, але все ж продовжуємо жити, не дивлячись  на білий шум смерті. Книга мала 39 варіантів назв, серед яких були Ультрозвуковий,  Американська книга мертвих , Психічні дані  і навіть Mein Kampf  (Мій шлях), проте перемогу одержала вже добре відома всьому світові назва, бо на думку Делілло, вона поєднує в собі й певну загадковість (читач може сам спробувати спрогнозувати про що твір), і в той же час вона є  невід'ємною частинкою книги, як будь — який абзац чи то рядок, є її гармонійним продовженням .
Терези- дев'ятий роман письменника, який так само як і його попередник перетворив мирне суспільство на бджолиний вулик.
Ця книга розповідає про те, що історія країни створюється не на полях битв і не в тронних залах, а в міських нетрях і запилених кабінетах, людьми з сумнівним минулим і небезпечним сьогоденням. У цій книзі перемішані факти та вигадка, психологія і містика, але химерне сплетіння ниток змови і людських доль сходиться в одній точці — 22 листопада 1963 року, Даллас, штат Техас. Поворотний момент в історії США і всієї західної цивілізації — вбивство президента Кеннеді. Самотній маніяк чи змова спецслужб, терористів і мафії? У монументальному романі «Терези» Дон Делілло пропонує свою версію. Написанню твору передувала ґрунтовна науково-дослідницька діяльність письменника, яка, окрім великого історичного матеріалу, включала в себе доповідь комісії Ворена або, як пізніше назвав її Делілло, Оксфордський словник вбивств та роман Джойса. Частина істориків, літературних критиків та пересічних громадян підтримувала позицію, що викладена в книзі, інша ж частина на чолі з Джорджем Віллом сприймала це як образу для Америки та акт вандалізму. Попри таке бурхливе обурення певної частини суспільства, а може, частково саме через нього (бо ж кожен конфлікт навколо книги викликає тільки цікавість прочитати її) роман став світовим бестлером і одним з п'яти фіналістів Національної літературної премії.

### 90-ті роки
1991 року Дон Делілло отримав премію  PEN/ / Faulkner  за роман  Мао II, який розповідає про епоху, коли майбутнє належить масам, а шедеври створюються за допомогою гексогену. Письменник, що довгий час був відлюдником, стає ключовою фігурою в іграх близькосхідних терористів. У книзі не раз проводиться паралель між письменником та терористом, визначається їхній вплив на маси, а відтак і їхня роль у створенні історії. Результат такого порівняння, на жаль, доволі сумний:  терорист в наш час має більше впливу на людей, їхні емоції та вчинки (що добре було проілюстровано 11 вересня 2001), аніж письменник. Часи Беккета та Кафки, які свого часу повністю змінили погляд на світ, минули.
1997 року після довгих очікувань з'являється одинадцятий роман-епопея, який, вже наче за традицією, стає центром дискусій, — Underword ( Світ навиворіт). Критик Мартін Еміс проголосив цей твір шедевром, зіркою слави Делілло. Книга отримала багато премій, зокрема була визнана найкращою серед найкращих у 1997 за версією New York Times, а за опитування 2006 року, проведеного тим же виданням, роман назвали одним з найкращих фантастичних творів в американській літературі за останні 25 років.
Пізніше Делілло виказав своє здивування з приводу успіху його твору. У 2007 він відверто зазначив:  По закінченню Underword я мав великі сумніви щодо нього: 800 сторінок із доволі непростими роздумами, понад 100 персонажів… Кого це зацікавить?! . У 2010 письменник розповів журналістам, що єдиною думкою після повторного прочитання твору було:  А чи зможу я нині написати таке?

### 2000-ні роки
Своє ім'я Делілло створив на великих прозових творах — романах та романах-епопеях. Після ж того як на всю Америку прогриміли його Ваги, Білий шум та Underword, письменник чомусь різко переходить до менших за розміром творів. Критики закидають йому легке розчарування в його косому стильові. Нащо романіст тільки й відповів в одному зі своїх інтерв'ю у 2010 Роман сам створює свою структуру та умови свого ж таки розвитку. Я намагаюсь відповідати його вимогам. Я ніколи не розтягував (і ніколи не буду цього робити) те, що відчуваю, тобто те, що лягає в основу роману.
Після публікації свого 11 роману Делілло зникає на якийсь час зі сторінок преси. Це час написання нового твору — The Body Artist (Художник тіла). В основу було покладено власний інтерес письменника до мистецтва. За тоном та стилем цей твір разюче відрізняється від свого попередника.
У 2003 друком виходить роман Космополіс, який розповідає про один день з життя 28-річного мільйонера Еріка Пеккера: приємна поїздка у комфортабельному лімузині до свого перукаря перетворюється на справжню Одісею , сповнену неможливих випадковостей та зустрічей з різними людьми, що репрезентують життя сучасного Заходу. Книга має позитивні відгуки серед читачів, критики ж знову були незадоволені стилем та тоном оповіді. Що все ж таки не завадило екранізуванню книги та збору великої каси від кінопрокату.
2007 рік ознаменувався виходом роману Той, що падає. Сам письменник зазначає, що твір справив на нього велике враження: Лише через рік я став потроху звільнятися від його впливу, і це приймаючи до уваги, що я не вперше у своїй творчості звертаюся до подій 11 вересня, подій після яких США докорінно змінилися, переставши бути лише країною, що підраховує свої кошти (11.10. 2007 інтерв'ю з Крістофом Амендом). На питання, як зародився цей роман, Делілло відповідає :  Спочатку я не збирався писати про події 11.09… У мене була задумка зовсім іншого твору, над яким я вже працював понад рік. Проте після перемоги Буша я відчув, що маю щось протиставити цьому… Почав збирати факти, історії, новино, підозри… Пізніше в моїй голові з'явилася картинка: людина йде Мангетеном, що пережив теракт, навколо зруйновані будинки, хмари пилу й непроглядна сірість… Тоді я ще не знав, що така картина дійсно існує… Вона просто сплила в моїй підсвідомості й заціпила мене.. Хто ця людина? Чий це портфель?… Ось так і почалася історія Того, хто падає. Що ж до пророцтва, на якому так акцентують журналісти, моїх романів, то я його зовсім не помічаю. Був цікавий випадок: через кілька днів після теракту 11 вересня мені подзвонив приятель і сказав:  Я зараз тримаю твій роман Пекло, на обкладинці якого зображено вежі-близнюки, окутані димом!. Я ж про це не те що не подумав, а й не згадав взагалі.

### 2010—2013 роки
У лютому 2010 Дон Делілло опублікував свій п'ятнадцятий роман  Точка Омега , основною ідеєю якого є те, що людська свідомість не безмежна, досягаючи певної точки вона приходить або до повного знеможіння або до чогось піднесеного. Цей твір є найкоротшим за обсягом. За словами письменника за темою (філософські роздуми про час, його важливість та наслідки втрати такого скарбу) цей роман, але лише у певній мірі, можна розглядати як частинку дилогії, продовження  Художник тіла . Відклики на книгу досі є полярними: одні радіють з приводу певної інноваційності у сфері форм, інші ж навпаки засуджують короткий обсяг твору, відсутність сюжету та приділення надмірної уваги символам. Тим не менш твір вже після першого релізу був визнаний бестлером за версією New-YorkTimes, де у розширеному спискові (понад 50 позицій) всього за тижденьпосів 35 сходинку.
У інтерв'ю  WallStreetJournal  Делілло заявив, що з часом з великою радістю повернеться до великих романів, проте нині свої книжки він бачить саме такими, не бажаючи розтягувати на кількасот непотрібних сторінок те, що відчуває, те, про що бажає написати. Мемуари теж доки не викликають в нього жодного творчого інтересу, на відміну від багатьох колег по літературному цеху. Поділився письменник і своїм баченням роману, як одного з найголовніших жанрів епосу :  Ця форма надає письменнику більше можливостей щодо вивчення та зображення людського досвіду… Між людьми панують різні моделі відносин, які просто неможливо зобразити в оповіданні чи новелі, вірші чи п'єсі. Роман якомога детальніше розтлумачує читачеві ці моделі, допомагає йому краще зрозуміти світ: світ людей і світ мистецтва. Можливо, це звучить пафосно, але це є абсолютною правдою. 
Окрім виходу нового роману рік стає знаменним через отримання двох літературних премій: перша з них у Сент- Луїсі за творчі здобутки та значний вклад у розвиток сучасної белетристики, а друга  PEN — PEN за досягнення в американській фантастиці.
Перша збірка оповідань Делілло Янгол Есмеральди (9 історій) була опубліковані у листопаді 2011 р. Вона отримала широке визнання у літературному колі, а також стала фіналісткою конкурсу  PEN / Faulkner 2012. Також в жовтні 2012 р. він отримав премію Карла Сенберга, яку щорічно видають видатним письменникам на знак визнання вагомого внеску в літературний світ.
Нині Дон Делілло працює над своїм 16 романом:  Дуже багато часу витрачаю на створення характерів персонажів, перегляд відеозаписів із катастрофами, які стануть основою сюжету нового твору. 

### Драматургія
З 1979 Дон Делілло активно завойовує ще один рід літератури — драматургію. Його п'єси: Інженер місячного сяйва/ TheEngineerofMoonlight (1979), Кімната відпочинку / TheDayRoom (1986), Вальпараизо / Valparaiso (1999),  Love-Lies-Bleeding (2006) отримали визнання не тільки читачів, але й критиків, к, власне й більшість прозових творів. Проте сам драматург в одному зі своїх інтерв'ю зауважує, що його п'єси написані не під впливом тих самих письменників, що й романи :  Я не знаю, хто впливає на мене, як на драматурга. Десь чув думку, що в моїх творах відчутні нотки творчості Беккета чи Пінтера, але не знаю в якій мірі це правда. 

## Критики про творчість Делілло
Багато хто з сучасних критиків вважає Дон Делілло однією з центральних фігур літературного постмодернізму. В багатьох його книгах висміюються наукові кола сьогодення, вивчається основна тема нашої епохи — нестримне споживацтво, чорні змови , дезентиграція сім'ї, відродження насилля, як основного способу доведення своєї  правди . У кількох романах досліджується піднімається друга нагальна для сьогодення тема — роль мас-медіа в житті суспільства, її безмежна влада над людством та наслідки цієї вседозволеності (Білий шум , Людина, що падає). Психології натовпу, процесу розчиненні особистості в масовій ідентичності також відведено значне місце у творчості письменника (Underworld , Мао II, Людина, що падає).
Брет Істон Елліс, Джонатан Франзен та Девід Фостер Воллес визнали великий вплив Делілло на їхню творчість. На думку літературного критика Гарольда Блума, він належить до видатної четвірки (Томас Пінчон, Філіп Рот, Кормак Маккарті) сучасної американської літератури. Хоча внесення Делілло до постмодерністських романістів викликає в літературознавця сумніви. Сам письменник так каже про своє класифікування: Зазвичай, я не реагую на такі наукові заяви, проте сам хотів би не бути таврованим певним жанром чи періодом літератури. Я просто письменник американської сучасності.
Критики стверджують, що романи Делілло надмірно стилізовані та інтелектуально не глибокі. Брюс Бавер ущент розкритикував творчість цього постмодерніста, вказавши, що його романи й не романи взагалі, а лише частинки, що призначені нівечити нашу свідомість… частинки, що несуть в собі одну ідею: сьогоденне життя в Америці нудне, паралізуюче та нелюдське … Джордж Вілл проголосив дослідження Лі Гарві Освальда з роману  Ваги  пісочницею екзистенціалізму та актом вандалізму, нульовим духом громадянства. У відповідь на ці закиди Делілло лише подякував за такий комплімент: Якщо ми [романісти] погані громадяни лише через те, що пишемо всупереч диктату корупції та державним наказам  зверху, проти того, що вже встигло стати споживчою свідомістю, то це ознака добре виконаної нашої роботи.

## Твори
Романи
- Тиша / The Silence (2020) (укр. переклад 2024)
- Зеро К / Zero K (2016) (укр. переклад 2017)
- Точка Омега / Point Omega (2010)
- Той, що падає / Falling Man (2007)
- Космополіс / Cosmopolis (2003)
- Художниця тіла / The Body Artist (2001) (укр. переклад 2021)
- Підземний світ / Underworld (1997) (укр. переклад 2021)
- Мао II / Mao II (1991)
- Терези / Libra (1988)
- Білий шум / White Noise (1985) (укр. переклад 2022)
- Імена / The Names (1982)
- Амазонки / Amazons (1980) (під псевдонімом Клео Бердвелл)
- Собака-посіпака / Running Dog (1978)
- Гравці / Players (1977)
- Зірка Ратнера / Ratner's Star (1976)
- Грейт-Джонс-стріт / Great Jones Street (1973)
- Залікова зона / End Zone (1972)
- Американа / Americana (1971)

П'єси
- Любов-Брехні-Кров / Love-Lies-Bleeding (2006)
- Вальпараїзо / Valparaiso (1999)
- Кімната відпочинку / The Day Room (1986)
- Інженер місячного сяйва / The Engineer of Moonlight (1979)

Кіносценарії
- Гра 6 (2005).

Визначні есеї
- «Американська кров: подорож по лабіринту з Далласа і JFK» (1983);
- «В оборону Салман Рушді» (1994) (у співавторстві з Полом Остером на захист Салмана Рушді);
- «Сила історії» (1997) (Передувала публікації «Підземного світа» і розглядалося багатьма як підстава для роману);
- «Майбутнє у руїнах» (грудень 2001 р.) (Він складається з восьми пронумерованих розділів, що розповідають про події 11.09.2001 р.).

## Переклади українською
- Дон Делілло. Зеро К. Переклад з англійської: М. Нестелєєв. Харків: Фабула, 304 стор. 2017. ISBN 978-617-09-3306-5
- Дон Делілло. Художниця тіла / пер. з анг. Ярослава Стріха. — К. : Видавництво Темпора, 2021. — 168 с. — ISBN 978-617-569-499-2.

- Дон Делілло. Підземний світ / пер. з анг. Максим Нестелєєв. — Х. : Фабула, 2021. — 736 с. — ISBN 978-617-09-5826-6.

- Дон Делілло. Білий шум / пер. з анг. М. Нестелєєва — К. : Видавництво Темпора, 2022. — 480 с. — ISBN : 9786175695692.
- Дон Делілло. Тиша / пер. з анг. А. Осипенко — К. : Видавництво Темпора, 2024. — 136 с. — ISBN : 978-617-56-9636-1